# Йыгева (станция)
Йы́гева (эст. Jõgeva raudteejaam) — железнодорожная станция в городе Йыгева на линии Таллин — Тарту. Находится на расстоянии 142,6 км от Балтийского вокзала.
На станции Йыгева расположено три пути и один низкий перрон. На станции останавливаются пассажирские поезда Elron, курсирующие между Таллином и Тарту. Из Таллина в Йыгева скорый поезд идёт приблизительно 1 час 30 минут, обычный — 1 час 50 минут.

## Пассажирское сообщение по станции
До распада СССР на станции Йыгева останавливались пассажирские поезда дальнего следования №175/176 Таллин - Москва (через Тарту - Псков - Бологое), №187/188 «Чайка» Таллин - Минск (через Тарту - Ригу - Вильнюс, «поезд четырех столиц»), №651/652 Таллин - Рига (через Тарту - Валгу) и №655/656 Таллин - Псков. Московский и псковский поезда прекратили движение в 2001 году, а минский еще раньше, в 1994 году — главным образом, из-за введения государственных границ у ставших независимыми прибалтийских стран, что вызвало увеличение времени стоянки на приграничных станциях для осуществления паспортного и таможенного контроля и резкое снижение пассажиропотока. Попытки возобновления движения поездов дальнего следования по этим направлениям в 2000-е годы успеха не имели. 
В настоящее время станция Тамсалу постоянно обслуживается только региональными поездами восточного и юго-восточного направления компании Elron, являющейся оператором движения пригородных и региональных поездов по железнодорожным линиям Эстонии.
На станции останавливаются региональные поезда, следующие от станции Таллин (Балтийский вокзал) до конечных станций Тарту (в т.ч. экспресс), Валга (экспресс) и Койдула (экспресс), а также следующие в обратном направлении.